# 耽羅

耽羅
耽羅國

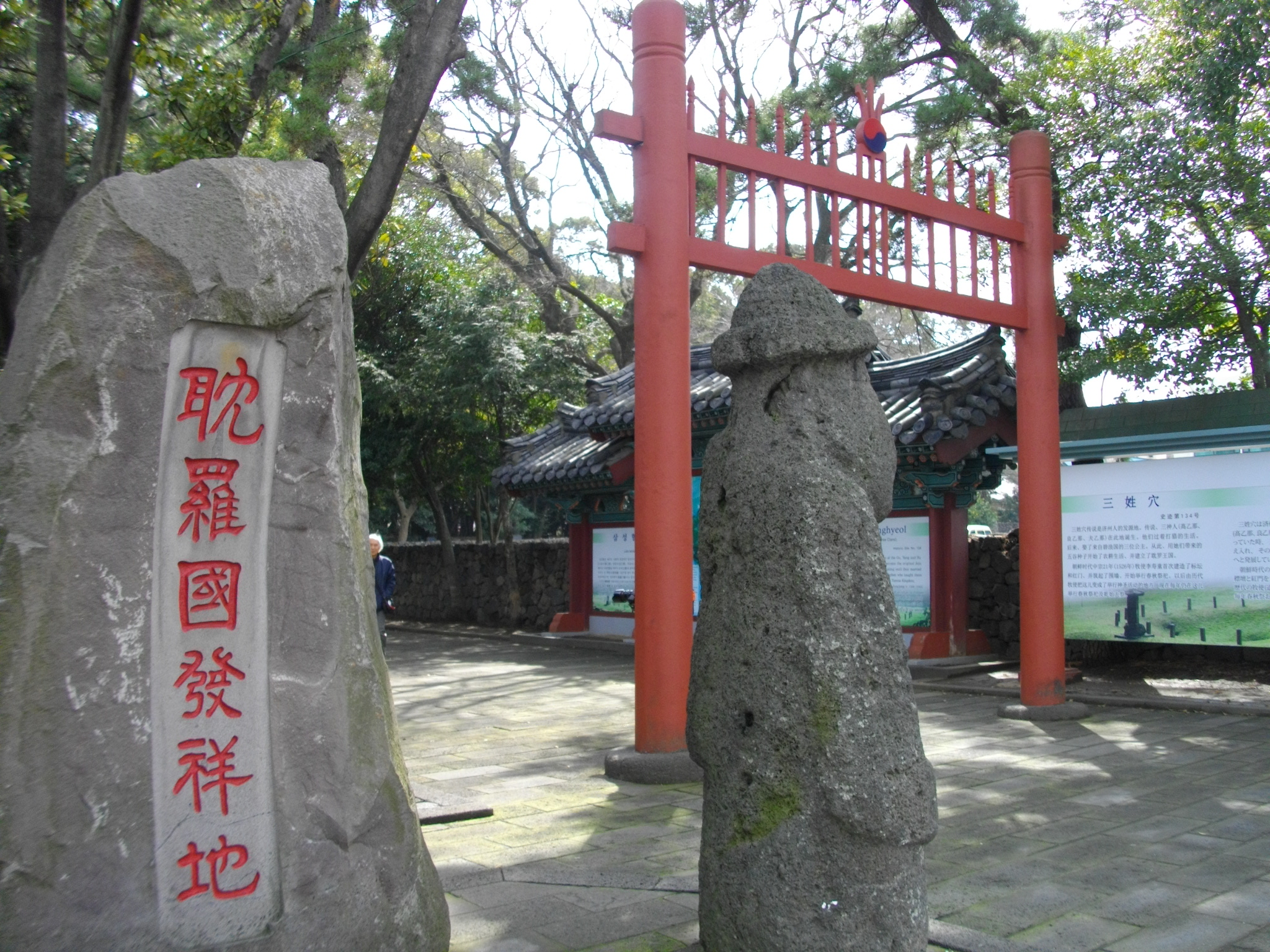
耽羅国発祥の地とされる三姓穴。耽羅国は朝鮮半島本土の諸王国とは異なる独自の「三姓神話」を有した。

耽羅（たんら、ちんら、とむら、朝鮮語: 탐라）は、朝鮮半島沖の済州島に古代から中世にかけて存在した王国である。百済、統一新羅、高麗に内属し、15世紀初め李氏朝鮮に完全併合された。𨈭牟羅、耽牟羅（たむら）、屯羅（とんら）とも表記される。

## 略年表
この年表の月は旧暦表示である。
- 紀元前58年 - 紀元前7年 高厚、高清、高季などは新羅入朝[2][3]。
- 476年4月 百済の文周王に朝貢した（『三国史記』）。
- 498年9月 百済の東城王に服属した（『三国史記』）。
- 508年12月 南海中の耽羅人が初めて百済国と通じた（『日本書紀』）[4]。
- 661年5月 王子の阿波伎らを派遣して日本に対して初めて朝貢を行った[5]。
- 662年2月 新羅の文武王に来降し、これ以後は新羅の属国となった（『三国史記』）。
- 665年8月 日本へ使者を送って来朝した[6]。
- 666年1月 王子の姑如らを日本に派遣して朝貢した[7]。
- 667年7月 佐平の椽磨らを日本に派遣して朝貢した[8]。
- 669年3月 王子の久麻伎(久麻藝)らを送って日本に朝貢した。日本は耽羅王に五穀の種を賜い、その上で耽羅の王子らは帰国した[9]。
- 673年5月 王子の久麻藝や都羅、宇麻らを送って日本に朝貢した[10]。
- 673年8月 天武天皇即位にあたり耽羅王と王子の久麻藝らに大乙上の冠位を賜る。
- 675年9月 王子の久麻伎が入貢し筑紫に宿泊する。
- 675年9月 耽羅王姑如が難波に来朝する。
- 676年2月 天武天皇が耽羅の使者に船一艘を賜る。
- 677年8月 王子の都羅らを日本に送って朝貢した。

## 歴史
耽羅の起源については太古の昔、高・梁・夫の三兄弟が穴から吹き出してきたとする三姓神話がある。それによると、高・梁・夫の三兄弟が、東国の碧浪国（へきろうこく）から来た美しい3人の女を娶り、王国を建国したことが伝えられており、東国の碧浪国について、『高麗史』『南槎録』『耽羅志』は日本国として、日本から来た娘としている。歴史的な記録としては3世紀の中国の史書『三国志』魏志東夷伝に見える州胡が初見であり、言語は韓と同じではないと述べている。
『三国史記』では耽羅が476年に百済の文周王に朝貢し、498年に百済の東城王に服属したとあるように、498年以後は百済に朝貢していた。しかし660年百済が唐・新羅連合軍の侵攻によって突如滅亡すると、耽羅は大混乱に陥った。662年には新羅に服属したとみられるが、このとき唐から帰国する日本の遣唐使船がたまたま耽羅に寄港し、唐軍の侵攻を恐れる耽羅はしばらく日本に朝貢を送り続けたという記録が『日本書紀』にある。また、継体天皇二年（五〇八）『南海中耽羅人初通百済国』とあり、日本書紀では、百済と初めて通じたのが508年と記録されている。
当時の記録によれば、耽羅には既にピョル主または星主、王子または星子、徒内と呼ばれる支配者が存在していた。これらの称号は新羅文武王が与えたとする文献もある。いずれにせよ、耽羅支配者のこのような称号は後世まで続いた。耽羅星主が筆頭格で、これを王とする。
東シナ海の海上交通の要衝であった耽羅国は海上貿易の拠点となり、9世紀の商人張保皐（生年不明 - 846年）は新羅王の認可の下、耽羅と莞島を拠点に新羅、唐、日本の三国との貿易を盛んにし、北は日本の能登半島（石川県）や十三湊（青森県五所川原市）から南は広州、西は山東半島に及ぶ海上貿易を行い、航海安寧のために観世音菩薩を祀るための法華寺を耽羅と莞島に、赤山法華院を山東半島に建立し、この三寺院の建立によって耽羅は大乗仏教による共通の信仰と共に東亜世界と結ばれた。
935年に新羅が滅亡すると、耽羅はしばらく独立したが、938年に耽羅国の星主の高自堅は高麗に服属した。高麗は1105年に「耽羅郡」を設置し、1108年に「済州郡」に改称、ここで「耽羅国」としての歴史は途切れた。
1121年には済州と改称したが、星主、王子など旧来の支配者の称号は認めていた。高麗支配下での済州島では1168年の良守の乱など、高麗の京来官への済州島民の反乱が度々発生している。
大元ウルス（モンゴル帝国）は服属させた高麗軍と共に、1270年に済州島に逃れてきた三別抄を1273年に制圧した後（三別抄の乱）、1275年に済州島を高麗から分離させて名を耽羅に戻した上でモンゴル帝国の直轄地にし、モンゴル馬を放牧するための牧場を置いた。この大元ウルスの時代には代官ダルガチが置かれ、また、この頃から済州島は流刑地となった。元は1294年に耽羅を高麗に下賜した。
1368年に中国に明朝が成立すると、高麗は1374年に25,000人の軍隊を送って牧胡（耽羅に土着化したモンゴル人）を虐殺し直轄地にした（牧胡の乱）。
高麗に代わった李氏朝鮮は、地方制度を改革して国家の基盤を確立したが、耽羅もこのような施策に順応し、1402年に星主の高峰礼と王子の文忠世が入朝し、星主・王子の称号が分数にあふれるので改称してくれることを要請した。これに対し朝廷では星主を左都之官、王子を牛都之官に変えた。 これで耽羅王の別名だった星主が耽羅を管掌した16代464年間にわたる耽羅国の星主時代が終わった。

## 文化・言語系統
『三国志』『後漢書』によれば、耽羅の前身である州胡の人は言語が韓と異なり、背が低く、鮮卑（匈奴あるいは烏桓も含む）のように髪を剃った弁髪の風習を持ち、上半身に革の衣を着たが下が覆われず裸に近い。牛と猪を飼い、船で往来して韓と交易した。これは当時の韓の風俗として記されるものと大きく異なっている。
言語は耽羅語という古代朝鮮語とは異なる言葉が話されていたとされるが、詳しくはわかっていない。近世以降の済州島で話される済州方言と耽羅語の関連性もはっきりしない。
日本に来た耽羅国の使者としては、「阿波伎」、「姑如」、「椽磨」、「久麻伎」、「都羅」、「宇麻」等の名が知られている。いずれも耽羅の固有語を万葉仮名のように表したものだと思われるが、やはり意味などは分かっていない。
アレキサンダー・ボビンは済州島の古名は「tammura」であり、日本語では「谷村」「民村」と分析できると指摘している。したがって15世紀以前のある時期に朝鮮語話者に取って代わられるまでは、済州島には日本語話者が存在していたと結論づけた。

## 支配者

### 耽羅王国時代
| ハングル | 漢字     |
| -------- | -------- |
| 고을라왕 | 高乙那王 |
| 건왕     | 建王     |
| 삼계왕   | 三継王   |
| 일망왕   | 日望王   |
| 도제왕   | 島済王   |
| 언경왕   | 彦卿王   |
| 보명왕   | 宝明王   |
| 행천왕   | 幸天王   |
| 환왕     | 歓王     |
| 식왕     | 湜王     |
| 욱왕     | 煜王     |
| 황왕     | 煌王     |
| 위왕     | 偉王     |
| 영왕     | 栄王     |
| 후왕     | 厚王     |
| 두명왕   | 斗明王   |
| 선주왕   | 善主王   |
| 지남왕   | 知南王   |
| 성방왕   | 聖邦王   |
| 문성왕   | 文星王   |
| 익왕     | 翼王     |
| 지효왕   | 之孝王   |
| 숙왕     | 淑王     |
| 현방왕   | 賢方王   |
| 기왕     | 璣王     |
| 담왕     | 聃王     |
| 지운왕   | 指雲王   |
| 서왕     | 瑞王     |
| 다명왕   | 多鳴王   |
| 담왕     | 談王     |
| 체삼왕   | 体参王   |
| 성진왕   | 声振王   |
| 홍왕     | 鴻王     |
| 처량왕   | 処良王   |
| 원왕     | 遠王     |
| 표륜왕   | 表倫王   |
| 형왕     | 迥王     |
| 치도왕   | 致道王   |
| 욱왕     | 勗王     |
| 천원왕   | 天元王   |
| 호공왕   | 好恭王   |
| 소왕     | 昭王     |
| 경직왕   | 敬直王   |
| 민왕     | 岷王     |
| 자견왕   | 自堅王   |

### 耽羅郡（済州）時代
| ハングル | 漢字   |
| -------- | ------ |
| 고자견   | 高自堅 |
| 말로왕   | 高末老 |
| 고유     | 高維   |
| 고조기   | 高兆基 |
| 고정익   | 高挺益 |
| 고적     | 高適   |
| 고여림   | 高汝霖 |
| 고정간   | 高貞幹 |
| 고순     | 高巡   |
| 고복수   | 高福寿 |
| 고인단   | 高仁旦 |
| 고수좌   | 高秀佐 |
| 고석     | 高碩   |
| 고순량   | 高順良 |
| 고순원   | 高順元 |
| 고명걸   | 高明傑 |
| 고신걸   | 高臣傑 |
| 고봉예   | 高鳳礼 |

いずれも1446年に世宗が訓民正音（後のハングル）を公表する以前の支配者名である。

### 註釈
1. ↑  『古事類苑』、神宮司庁、1903年、269頁、「耽羅ハ一二耽牟羅二作ル、或ハ度羅二作ル」とされ、同頁の和漢三才図会 十三 異国人物 耽羅 耽牟羅の記載において、耽羅のふりがなに「ちんら」がみえる。
2. ↑  『日本史小辞典』、山川出版社、1957年、505頁、辞典内で「耽羅島(とむらのしま)」と読み仮名が付けられている。ここで言う耽羅島は済州島を指すものの、説明に耽羅(とむら)についても述べている。
3. ↑  ほかに、州胡（チュホ）、渉羅（ソムナ）、純羅（スルラ）、度羅（トラ）という表記も見られる。
4. ↑  耽羅縣在全羅道南海中。其古記云：「太初無人物，三神人，從地聳出，〈其主山北麓，有穴曰毛興，是其地也。〉長曰良乙那，次曰高乙那，三曰夫乙那。三人遊獵荒僻，皮衣肉食。一日見紫泥封藏木函，浮至于東海濱，就而開之，函內又有石函，有一紅帶紫衣使者，隨來。開石函，出現靑衣處女三，及諸駒犢五穀種。乃曰：『我是日本國使也。吾王生此三女云，「西海中嶽，降神子三人，將欲開國，而無配匹。」於是，命臣侍三女，以來爾。宜作配，以成大業』。

瀛州と呼ばれ、未だ人の住まない太古の済州に、良乙那、高乙那、夫乙那の3つの姓のある三人の神人が、漢拏山の北山麓の地の、三姓穴に現れ、これが済州人の先祖である。ある日、漢拏山を展望していた彼らは、北の海の方から流れてくる木の箱を発見した。開けてみると、箱の中には東国の日本国から来たという使者と美しい三人の姫、家畜や五穀の種が入っていた。三人の神人は、彼女達を妻として迎え、産業と五穀の栽培を始めて集落をつくった。 — 高麗史、巻五十七

中国語版ウィキソースに本記事に関連した原文があります。
高丽史57卷